# Сима, Абдалла
Абдалла́ Дипо́ Сима́ (фр. Abdallah Dipo Sima; род. 17 июня 2001, Дакар) — сенегальский футболист, нападающий клуба «Брайтон энд Хоув Альбион» и сборной Сенегала. Выступает на правах аренды за клуб «Брест».

## Биография
В юношеском возрасте Сима пополнил академию французского «Эвиана», из которого в 2020 году переехал в Чехию, транзитом через «МАС Таборско» оказавшись в пражской «Славии». 23 июля «Славия» объявила о переходе сенегальского футболиста в свою вторую команду.
26 сентября 2020 года Сима дебютировал в чемпионате Чехии поединком против «Словацко», выйдя на замену на 85-й минуте вместо Томаша Малинского. 22 октября Сима дебютировал в Лиге Европы в поединке против «Хапоэля», выйдя на замену на 89-й минуте вместо Оскара Дорли. 5 ноября в поединке той же Лиги Европы против «Ниццы» забил свой первый мяч в профессиональном футболе. В итоге на групповом этапе Сима появился на поле во всех шести встречах, забил три мяча, поразив ещё раз ворота «Ниццы» во втором поединке и ворота «Хапоэля». В итоге Сима стал игроком основы «Славии». В чемпионате Сима забил свой первый гол 21 ноября в ворота «Опавы», а затем в следующих трёх встречах забил ещё пять мячей — один в ворота «Зброёвки» и по дублю в ворота «Спарты» и «Слована».